# Villa Tanucci
Villa Tanucci è una delle tante ville nobiliari estive costruite nel Settecento lungo il Miglio d'oro di Napoli.
Si trova a San Giorgio a Cremano in via Alcide De Gasperi.
La dimora apparteneva al marchese Bernardo Tanucci al quale fu portata in dote dalla moglie.
Il marchese Tanucci, uomo erudito di origini toscane, fu molto influente presso la corte di re Carlo III di Borbone ed ebbe un ruolo chiave nel governo di re Ferdinando IV.
Per questo Tanucci scelse di abitare durante la villeggiatura proprio a San Giorgio a Cremano. 
La città, infatti, confina con quella in cui sorgeva invece la residenza estiva del sovrano, Portici.
Nonostante l'importanza del proprietario, la villa di delizie del marchese si caratterizza per un'estrema semplicità di forme e strutture.
Lo annota anche il Gleijeses che mette in luce come la semplicità di villa Tanucci sia un segno dell'onestà del potente marchese il quale, peraltro, se avesse voluto avrebbe potuto adornare la sua dimora con molti dei reperti degli scavi di Ercolano di cui si occupava personalmente.
Invece così non fu e la villa, recentemente restaurata, presenta una facciata semplice con pochi decori.
L'atrio conduce a un cortile chiuso da una semplice esedra e conserva ancora, sotto la volta a botte del soffitto, pregevoli affreschi dell'epoca.
Sulla facciata principale è collocata una lapide che reca il nome dell'ultimo illustre proprietario della villa, Antenore Bozzoni, valente ingegnere navale, il cui nome è legato alla progettazione delle prime corazzate italiane e all'utilizzo delle lampade elettriche sulle navi da guerra.